# Somoskőújfalu
Somoskőújfalu ist eine ungarische Gemeinde im Kreis Salgótarján im Komitat Nógrád.

## Geografie

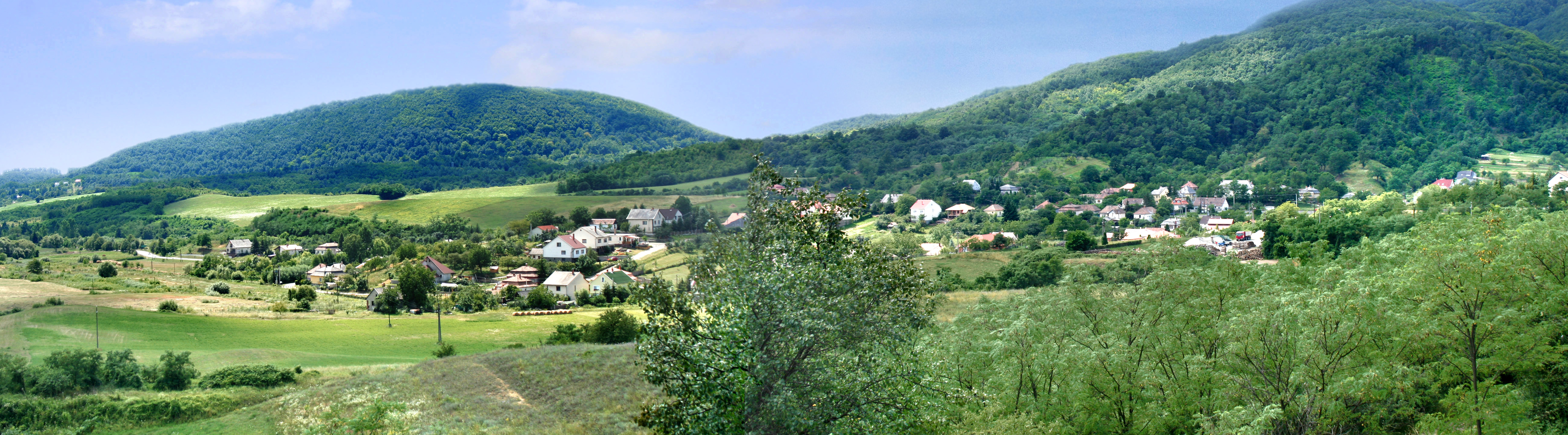
Blick auf die Gemeinde aus dem Osten

Somoskőújfalu erstreckt sich über eine Fläche von 5,19 km² und liegt 7,5 Kilometer nördlich der Kreisstadt  Salgótarján unmittelbar an der Grenze zur Slowakei. Jenseits der Grenze liegt der slowakische Ort Šiatorská Bukovinka. Auf dem Gemeindegebiet hat der Bach Tarján seine Quelle.

## Geschichte
Die erste schriftliche Erwähnung erfolgte im Jahre 1455.
Bei einem Brand im Jahre 1833 wurden 64 Häuser und die Kirche zerstört. Die Kirche wurde Mitte des 18. Jahrhunderts wieder aufgebaut und 1898 restauriert.
Zu Beginn des 20. Jahrhunderts hat der Bergbau im Leben des Dorfes und seiner Umgebung zunehmend an Bedeutung gewonnen.
Im Jahr 1907 gab es in der damaligen Kleingemeinde 202 Häuser und 1557 Einwohner auf einer Fläche von 6193 Katastraljochen. Sie gehörte zu dieser Zeit zum Bezirk Fülek im Komitat Nógrád.
Mit dem Vertrag von Trianon vom 4. Juni 1920 wurde der Ort der Tschechoslowakei zugeordnet.
1924 wurden Somoskőújfalu und Somoskő durch die tschechoslowakisch-ungarische Grenzkommission von der Tschechoslowakei wieder an Ungarn abgetreten.
Von 1977 bis 2004 war der Ort Teil der Stadt Salgótarján.

## Bevölkerung
Im Jahr 2011 waren 90,4 % der Bevölkerung ungarisch, während 1,7 % angaben, der Bevölkerungsgruppe Roma anzugehören, 0,4 % bekannten sich als Deutsche, 0,6 % als Slowaken. (9,6 % äußerten sich nicht; einige der Befragten gaben zwei Nationalitäten an.) 75 % der Befragten gaben ihre Religionszugehörigkeit wie folgt an: römisch-katholisch: 45,9 %; reformiert: 2,3 %; evangelisch: 0,7 %; griechisch-katholisch: 0,2 %; keine Religionszugehörigkeit: 24,9 %.

## Städtepartnerschaften
- Šávoľ, Slowakei, seit 2017

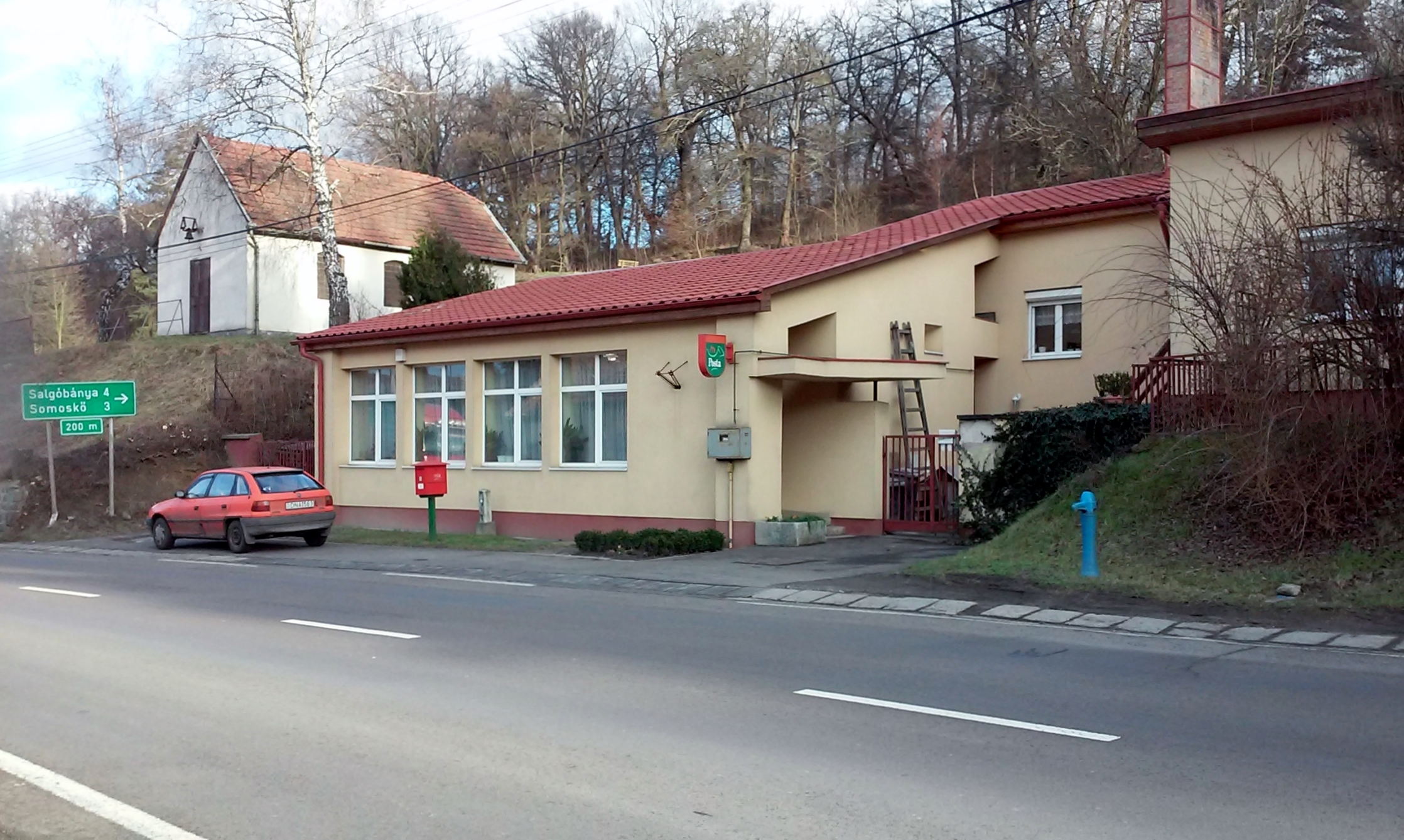
Postgebäude an der Hauptstraße Nr. 21

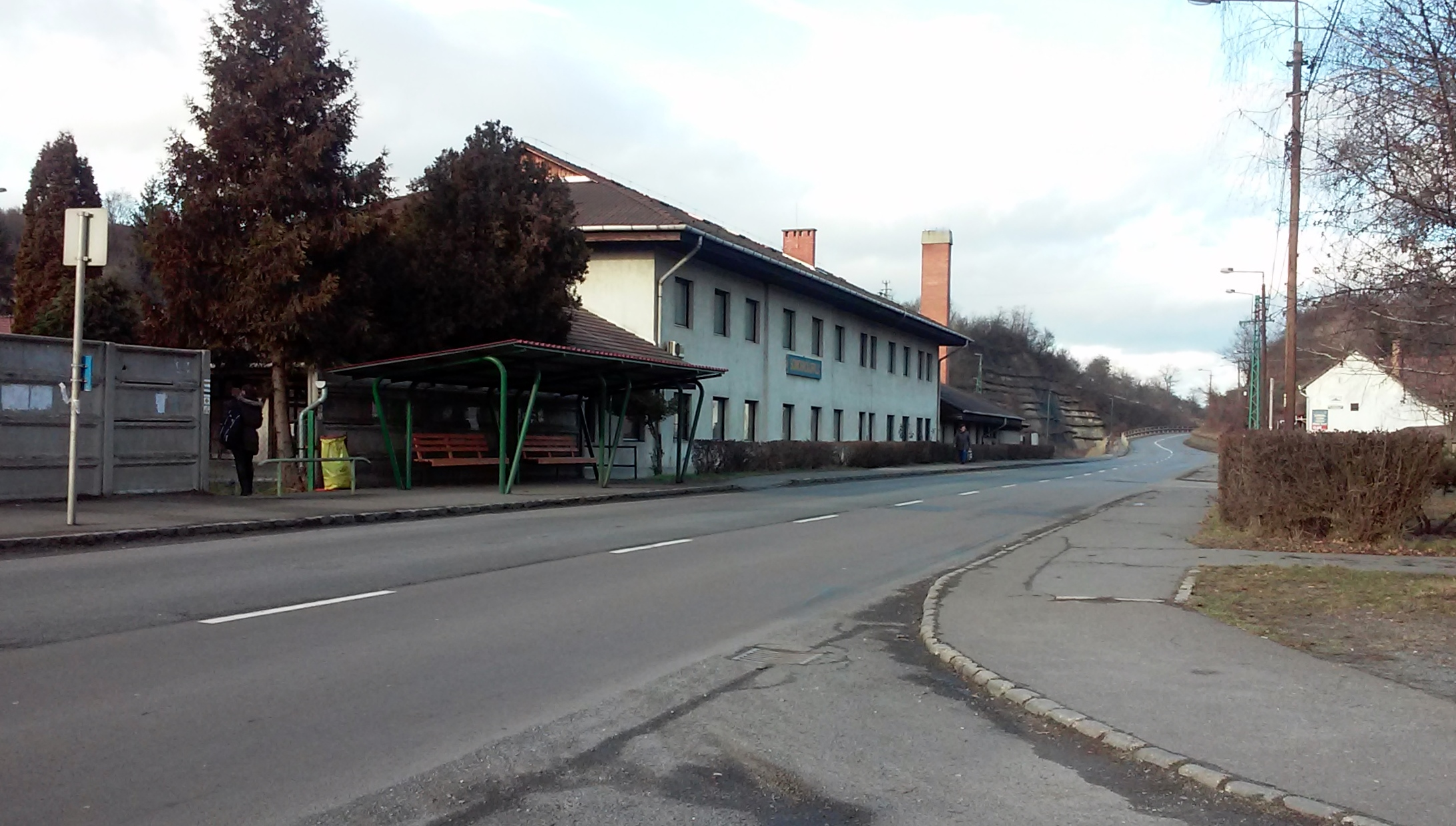
Bahnhofsgebäude

## Sehenswürdigkeiten
- Burg aus der Zeit der Árpáden
- Denkmal A somosi Hősök és Áldozatok emlékére
- Der Brunnen der Heimkehr (A hazatérés kútja)
- Géza-Krepuska-Gedenktafel
- Römisch-katholische Kirche Magyarok Nagyasszonya, erbaut im 18. Jahrhundert im barocken Stil

## Verkehr
Der Ort liegt an der Bahnstrecke Salgótarján–Vrútky und an der Hauptstraße Nr. 21 zwischen Salgótarján und der Grenze zur Slowakei. Es bestehen stündliche Zugverbindungen nach Hatvan, der grenzüberschreitende Eisenbahnverkehr nach Fiľakovo wurde am 1. Mai 2011 eingestellt.